# Liste der Gemeinden im Landkreis Ostallgäu

Karte des Landkreises Ostallgäu

Die Liste der Gemeinden im Landkreis Ostallgäu gibt einen Überblick über die 45 kleinsten Verwaltungseinheiten des Landkreises. Drei der Gemeinden sind Kleinstädte, Buchloe, Füssen und die Kreisstadt Marktoberdorf. Sieben Gemeinden sind Märkte.
In seiner heutigen Form entstand der Landkreis Ostallgäu im Zuge der im Jahr 1972 durchgeführten bayerischen Gebietsreform. Der Landkreis wurde aus den Landkreisen Füssen, Marktoberdorf und dem Großteil des Landkreises Kaufbeuren gebildet. Die heutige Gemeindegliederung war im Jahr 1979 abgeschlossen. Bei den Gemeinden ist vermerkt, zu welchem Landkreis der Hauptort der Gemeinde vor der Gebietsreform gehörte. Bei den Teilorten der Gemeinden ist das Jahr vermerkt, in dem diese der Gemeinde beitraten. Bei den Teilorten, die vor der Gebietsreform zu einem anderen Landkreis gehörten als der Hauptort der heutigen Gemeinde, ist auch dieses vermerkt.

## Beschreibung
Weiter gegliedert werden kann der Landkreis in zehn Verwaltungsgemeinschaften (VG):
- VG Biessenhofen: mit den Gemeinden Biessenhofen, Aitrang, Bidingen und Ruderatshofen;
- VG Buchloe: mit der Stadt Buchloe, den Gemeinden Jengen und Lamerdingen und dem Markt Waal;
- VG Eggenthal: mit den Gemeinden Eggenthal, Baisweil und Friesenried;
- VG Obergünzburg: mit dem Markt Obergünzburg und den Gemeinden Günzach und Untrasried;
- VG Pforzen: mit den Gemeinden Pforzen, dem Markt Irsee und Rieden;
- VG Roßhaupten: mit den Gemeinden Roßhaupten und Rieden a.Forggensee;
- VG Seeg: mit den Gemeinden Seeg, Eisenberg, Hopferau, Lengenwang, Rückholz und Wald;
- VG Stötten am Auerberg: mit den Gemeinden Stötten a.Auerberg und Rettenbach a.Auerberg;
- VG Unterthingau: mit dem Markt Unterthingau und den Gemeinden Görisried und Kraftisried;
- VG Westendorf: mit den Gemeinden Westendorf, dem Markt Kaltental, Oberostendorf, Osterzell und Stöttwang;

Die Städte Füssen und Marktoberdorf sind wie die Märkte Nesselwang und Ronsberg und Gemeinden Germaringen, Halblech, Lechbruck am See, Mauerstetten, Pfronten und Schwangau nicht Mitglied einer Verwaltungsgemeinschaft.
Der Landkreis hat eine Gesamtfläche von 1.395,09 km2. Die größte Fläche innerhalb des Landkreises hat die Gemeinde Halblech mit 125,5 km2. Es folgen die Stadt Marktoberdorf mit 95,25 km2 und die Gemeinde Schwangau mit 76,06 km2. Je eine Gemeinde hat eine Fläche die größer ist als 60 beziehungsweise 50 km2. Vier Gemeinden sind größer als 40 km2, darunter die Stadt Füssen, und sieben Gemeinden haben eine Fläche von über 30 km2, darunter die Stadt Buchloe. Dreizehn Gemeinden sind über 20 km2 groß, 15 über und eine unter 10 km2. Die kleinsten Flächen haben die Gemeinden Westendorf mit 11,93 km2, Osterzell mit 10,82 km2 und Rieden bei Kaufbeuren mit 8,41 km2.
Den größten Anteil an der Bevölkerung des Landkreises von 142.047 Einwohnern haben die Kreisstadt Marktoberdorf mit 18.617 Einwohnern, gefolgt von den Städten Füssen mit 15.287 Einwohnern und Buchloe mit 13.815 Einwohnern. Die Gemeinde Pfronten hat über 7.000 Einwohner, der Markt Obergünzburg über 6.000 und die Gemeinde Biessenhofen über 4.000. Fünf Gemeinden haben über 3.000 Einwohner, sieben über 2.000 und 23 über 1.000. Die restlichen vier Gemeinden haben unter 1.000 Einwohner, das sind die Gemeinden Rückholz mit 1007 Einwohnern, Rettenbach a.Auerberg mit 924 Einwohnern, Kraftisried mit 927 und Osterzell mit 700 Einwohnern.
Der gesamte Landkreis Ostallgäu hat eine Bevölkerungsdichte von 102 Einwohnern pro km2. Die größte Bevölkerungsdichte innerhalb des Kreises haben die Städte Buchloe mit 382 Einwohnern pro km2, Füssen mit 351und Marktoberdorf mit 195. Neun Gemeinden haben eine Bevölkerungsdichte von über 100, die restlichen 33 von unter 100. Von diesen 33 Gemeinden haben 32 eine geringere Bevölkerungsdichte als der Landkreisdurchschnitt von 102. Die am dünnsten besiedelten Gemeinden sind Kraftisried mit 57, Stötten a.Auerberg mit 49, Schwangau mit 43 und Halblech, die flächenmäßig größte Gemeinde, mit 27 Einwohnern pro km2.

## Legende
- Gemeinde: Name der Gemeinde beziehungsweise Stadt und Angabe, zu welchem Landkreis der namensgebende Ort der Gemeinde vor der Gebietsreform gehörte
- Teilorte: Aufgezählt werden die ehemals selbständigen Gemeinden der Verwaltungseinheit. Dazu ist das Jahr der Eingemeindung angegeben. Bei den Teilorten, die vor der Gebietsreform zu einem anderen Landkreis gehörten als der Hauptort der heutigen Gemeinde, ist auch dieses vermerkt
- VG: Zeigt die Zugehörigkeit zu einer der Verwaltungsgemeinschaften
- Wappen: Wappen der Gemeinde beziehungsweise Stadt
- Karte: Zeigt die Lage der Gemeinde beziehungsweise Stadt im Landkreis
- Fläche: Fläche der Stadt beziehungsweise Gemeinde, angegeben in Quadratkilometer
- Einwohner: Zahl der Menschen die in der Gemeinde beziehungsweise Stadt leben (Stand: 31. Dezember 2024[1])
- EW-Dichte: Angegeben ist die Einwohnerdichte, gerechnet auf die Fläche der Verwaltungseinheit, angegeben in Einwohner pro km2 (Stand: 31. Dezember 2024[2])
- Höhe: Höhe der namensgebenden Ortschaft beziehungsweise Stadt in Meter über Normalnull[3]
- Bild: Bild aus der jeweiligen Gemeinde beziehungsweise Stadt

## Gemeinden
| Gemeinde                                                                               | Teilorte | VG                                        | Wappen                                    | Karte                                                          | Fläche   | Einwohner | EW- Dichte | Höhe | Bild                                                                                               |
| -------------------------------------------------------------------------------------- | --- | ----------------------------------------- | ----------------------------------------- | -------------------------------------------------------------- | -------- | --------- | ---------- | ---- | -------------------------------------------------------------------------------------------------- |
| Landkreis Ostallgäu                                                                    | |                                           | Wappen des Landkreises Ostallgäu          | Lage des Landkreises Ostallgäu in Bayern                       | 1.395,09 | 142,047   | 102        |      | Schloss Neuschwanstein                                                                             |
| Aitrang (gehörte vor der Gebietsreform zum Landkreis Marktoberdorf)                    | Aitrang Huttenwang (1978) | VG Biessenhofen                           | Wappen der Gemeinde Aitrang               | Lage der Gemeinde Aitrang im Landkreis Ostallgäu               | 30,71    | 2.056     | 67         | 745  | an der Kirnach in Aitrang                                                                          |
| Baisweil (gehörte vor der Gebietsreform zum Landkreis Kaufbeuren)                      | Baisweil Lauchdorf (1976) | VG Eggenthal                              | Wappen der Gemeinde Baisweil              | Lage der Gemeinde Baisweil im Landkreis Ostallgäu              | 26,28    | 1.367     | 52         | 677  | Ortsteil Lauchdorf                                                                                 |
| Bidingen (gehörte vor der Gebietsreform zum Landkreis Marktoberdorf)                   | Bidingen Bernbach (1978) | VG Biessenhofen                           | Wappen der Gemeinde Bidingen              | Lage der Gemeinde Bidingen im Landkreis Ostallgäu              | 36,33    | 1.870     | 51         | 768  | Bidingen                                                                                           |
| Biessenhofen (gehörte vor der Gebietsreform zum Landkreis Marktoberdorf)               | Biessenhofen (die Gemeinde hieß bis zur Gebietsreform Altdorf) Ebenhofen (1971)                                                        | VG Biessenhofen                           | Wappen der Gemeinde Biessenhofen          | Lage der Gemeinde Biessenhofen im Landkreis Ostallgäu          | 27,02    | 4.254     | 157        | 700  | Bahnhof Biessenhofen                                                                               |
| Buchloe (Stadt) (gehörte vor der Gebietsreform zum Landkreis Kaufbeuren)               | Buchloe Honsolgen (1972) Lindenberg (1971)                                                                                             | VG Buchloe                                | Wappen der Stadt Buchloe                  | Lage der Stadt Buchloe im Landkreis Ostallgäu                  | 36,16    | 13,815    | 382        | 615  | Allgäuer Radltour 2012 in Buchloe                                                                  |
| Eggenthal (gehörte vor der Gebietsreform zum Landkreis Kaufbeuren)                     | Eggenthal Bayersried (1978; gehörte vor der Gebietsreform zum Landkreis Marktoberdorf)                                                 | VG Eggenthal                              | Wappen der Gemeinde Eggenthal             | Lage der Gemeinde Eggenthal im Landkreis Ostallgäu             | 28,1     | 1.416     | 50         | 714  | Blick auf Eggenthal                                                                                |
| Eisenberg (gehörte vor der Gebietsreform zum Landkreis Füssen)                         | Eisenberg | VG Seeg                                   | Wappen der Gemeinde Eisenberg             | Lage der Gemeinde Eisenberg im Landkreis Ostallgäu             | 13,63    | 1.103     | 81         | 818  | Blick auf die Burgruinen Eisenberg und Hohenfreyberg                                               |
| Friesenried (gehörte vor der Gebietsreform zum Landkreis Marktoberdorf)                | Friesenried Blöcktach (1978) | VG Eggenthal                              | Wappen der Gemeinde Friesenried           | Lage der Gemeinde Friesenried im Landkreis Ostallgäu           | 22,24    | 1.479     | 67         | 736  | Friesenried                                                                                        |
| Füssen (Stadt) (gehörte vor der Gebietsreform zum Landkreis Füssen)                    | Füssen Eschach Hopfen am See (1978) Weißensee (1978)                                                                                   |                                           | Wappen der Stadt Füssen                   | Lage der Stadt Füssen im Landkreis Ostallgäu                   | 43,52    | 15,287    | 351        | 808  | Blick auf die Altstadt von Füssen · Lechfall südlich von Füssen                                    |
| Germaringen (gehörte vor der Gebietsreform zum Landkreis Kaufbeuren)                   | Obergermaringen Untergermaringen Ketterschwang (Zusammenschluss 1978)                                                                  |                                           | Wappen der Gemeinde Germaringen           | Lage der Gemeinde Germaringen im Landkreis Ostallgäu           | 22,88    | 3.860     | 169        | 655  | Obergermaringen                                                                                    |
| Görisried (gehörte vor der Gebietsreform zum Landkreis Marktoberdorf)                  | Görisried | VG Unterthingau                           | Wappen der Gemeinde Görisried             | Lage der Gemeinde Görisried im Landkreis Ostallgäu             | 23,14    | 1.333     | 58         | 803  | Luftbild von Görisried                                                                             |
| Günzach (gehörte vor der Gebietsreform zum Landkreis Marktoberdorf)                    | Günzach (hieß bis 1977 Immenthal) | VG Obergünzburg                           | Wappen der Gemeinde Günzach               | Lage der Gemeinde Günzach im Landkreis Ostallgäu               | 23,48    | 1.362     | 58         | 787  | Schloss Günzach                                                                                    |
| Halblech (gehörte vor der Gebietsreform zum Landkreis Füssen)                          | Buching Trauchgau (Zusammenschluss 1976)                                                                                               |                                           | Wappen der Gemeinde Halblech              | Lage der Gemeinde Halblech im Landkreis Ostallgäu              | 125,5    | 3.357     | 27         | 815  | Lüftlmalerei an einem Haus in Halblech                                                             |
| Hopferau (gehörte vor der Gebietsreform zum Landkreis Füssen)                          | Hopferau | VG Seeg                                   | Wappen der Gemeinde Hopferau              | Lage der Gemeinde Hopferau im Landkreis Ostallgäu              | 13,19    | 1.230     | 93         | 814  | Schloss Hopferau                                                                                   |
| Irsee (Markt) (gehörte vor der Gebietsreform zum Landkreis Kaufbeuren)                 | Irsee | VG Pforzen                                | Wappen des Marktes Irsee                  | Lage des Marktes Irsee im Landkreis Ostallgäu                  | 17,47    | 1.596     | 91         | 724  | Kloster Irsee                                                                                      |
| Jengen (gehörte vor der Gebietsreform zum Landkreis Kaufbeuren)                        | Jengen Beckstetten (1978) Eurishofen (1978) Ummenhofen (1978) Weicht (1978) Weinhausen (1972)                                          | VG Buchloe                                | Wappen der Gemeinde Jengen                | Lage der Gemeinde Jengen im Landkreis Ostallgäu                | 33,75    | 2.606     | 77         | 636  | Ummenhofen, Gde. Jengen                                                                            |
| Kaltental (Markt) (gehörte vor der Gebietsreform zum Landkreis Kaufbeuren)             | Aufkirch Blonhofen Frankenhofen (Zusammenschluss 1972)                                                                                 | VG Westendorf                             | Wappen des Marktes Kaltental              | Lage des Marktes Kaltental im Landkreis Ostallgäu              | 22,14    | 1.720     | 78         | 710  | Burg Helmishofen                                                                                   |
| Kraftisried (gehörte vor der Gebietsreform zum Landkreis Marktoberdorf)                | Kraftisried | VG Unterthingau                           | Wappen der Gemeinde Kraftisried           | Lage der Gemeinde Kraftisried im Landkreis Ostallgäu           | 16,22    | 927       | 57         | 822  | in Kraftisried                                                                                     |
| Lamerdingen (gehörte vor der Gebietsreform zum Landkreis Kaufbeuren)                   | Lamerdingen Dillishausen Großkitzighofen Kleinkitzighofen                                                                              | VG Buchloe                                | Wappen der Gemeinde Lamerdingen           | Lage der Gemeinde Lamerdingen im Landkreis Ostallgäu           | 34,24    | 2.235     | 65         | 596  | Allee bei Lamerdingen                                                                              |
| Lechbruck a.See (gehörte vor der Gebietsreform zum Landkreis Füssen)                   | Lechbruck a.See |                                           | Wappen der Gemeinde Lechbruck a.See       | Lage der Gemeinde Lechbruck a.See im Landkreis Ostallgäu       | 17,25    | 2.731     | 158        | 737  | Lechbruck a.See                                                                                    |
| Lengenwang (gehörte vor der Gebietsreform zum Landkreis Marktoberdorf)                 | Lengenwang | VG Seeg                                   | Wappen der Gemeinde Lengenwang            | Lage der Gemeinde Lengenwang im Landkreis Ostallgäu            | 19,62    | 1.512     | 77         | 806  | Ortsschild des Weilers Bethlehem                                                                   |
| Marktoberdorf (Kreisstadt) (gehörte vor der Gebietsreform zum Landkreis Marktoberdorf) | Marktoberdorf Bertoldshofen (1972) Geisenried (1972) Leuterschach (1978) Rieder (1972) Sulzschneid (1972) Thalhofen a.d.Wertach (1972) |                                           | Wappen der Stadt Marktoberdorf            | Lage der Stadt Marktoberdorf im Landkreis Ostallgäu            | 95,25    | 18,617    | 195        | 758  | Marktoberdorf: Schloss und Stadtpfarrkirche                                                        |
| Mauerstetten (gehörte vor der Gebietsreform zum Landkreis Kaufbeuren)                  | Mauerstetten Frankenried (1978) |                                           | Wappen der Gemeinde Mauerstetten          | Lage der Gemeinde Mauerstetten im Landkreis Ostallgäu          | 16,55    | 3.229     | 195        | 716  | Mauerstetten: Pfarrkirche St. Vitus                                                                |
| Nesselwang (Markt) (gehörte vor der Gebietsreform zum Landkreis Füssen)                | Nesselwang |                                           | Wappen des Marktes Nesselwang             | Lage des Marktes Nesselwang im Landkreis Ostallgäu             | 29,53    | 3.789     | 128        | 867  | Blick auf Nesselwang                                                                               |
| Obergünzburg (Markt) (gehörte vor der Gebietsreform zum Landkreis Marktoberdorf)       | Obergünzburg Burg (1972) Ebersbach (1972) Willofs (1972)                                                                               | VG Obergünzburg                           | Wappen des Marktes Obergünzburg           | Lage des Marktes Obergünzburg im Landkreis Ostallgäu           | 46,69    | 6.387     | 137        | 737  | Obergünzburg: Schloss und Pfarrkirche St. Martin                                                   |
| Oberostendorf (gehörte vor der Gebietsreform zum Landkreis Kaufbeuren)                 | Oberostendorf Gutenberg (1978) Lengenfeld (1978) Unterostendorf (1972)                                                                 | VG Westendorf                             | Wappen der Gemeinde Oberostendorf         | Lage der Gemeinde Oberostendorf im Landkreis Ostallgäu         | 21,04    | 1.490     | 71         | 674  | Oberostendorf                                                                                      |
| Osterzell (gehörte vor der Gebietsreform zum Landkreis Kaufbeuren)                     | Osterzell | VG Westendorf                             | Wappen der Gemeinde Osterzell             | Lage der Gemeinde Osterzell im Landkreis Ostallgäu             | 10,82    | 700       | 65         | 729  | Osterzell                                                                                          |
| Pforzen (gehörte vor der Gebietsreform zum Landkreis Kaufbeuren)                       | Pforzen Ingenried (1971) | VG Pforzen                                | Wappen der Gemeinde Pforzen               | Lage der Gemeinde Pforzen im Landkreis Ostallgäu               | 23,69    | 2.404     | 101        | 656  | Mühle in Pforzen                                                                                   |
| Pfronten (gehörte vor der Gebietsreform zum Landkreis Füssen)                          | Pfronten Pfronten-Berg Pfronten-Steinach                                                                                               |                                           | Wappen der Gemeinde Pfronten              | Lage der Gemeinde Pfronten im Landkreis Ostallgäu              | 62,22    | 7.687     | 124        | 853  | Blick auf Pfronten · Burgruine Falkenstein                                                         |
| Rettenbach a.Auerberg (gehörte vor der Gebietsreform zum Landkreis Marktoberdorf)      | Rettenbach a.Auerberg (war von 1978 bis 1993 Teil der Gemeinde Stötten a.Auerberg)                                                     | VG Stötten a.Auerberg (besteht seit 1994) | Wappen der Gemeinde Rettenbach a.Auerberg | Lage der Gemeinde Rettenbach a.Auerberg im Landkreis Ostallgäu | 12,92    | 924       | 72         | 832  | Rettenbach a. A. mit Weichberg                                                                     |
| Rieden b.Kaufbeuren (gehörte vor der Gebietsreform zum Landkreis Kaufbeuren)           | Rieden b.Kaufbeuren | VG Pforzen                                | Wappen der Gemeinde Rieden b.Kaufbeuren   | Lage der Gemeinde Rieden b.Kaufbeuren im Landkreis Ostallgäu   | 8,41     | 1.447     | 172        | 659  | Rieden                                                                                             |
| Rieden a.Forggensee (gehörte vor der Gebietsreform zum Landkreis Füssen)               | Rieden a.Forggensee | VG Roßhaupten                             | Wappen der Gemeinde Rieden a.Forggensee   | Lage der Gemeinde Rieden a.Forggensee im Landkreis Ostallgäu   | 13,17    | 1.399     | 106        | 814  | Rieden am Forggensee: Pfarrkirche zu den Hl. Fünf Wunden                                           |
| Ronsberg (Markt) (gehörte vor der Gebietsreform zum Landkreis Marktoberdorf)           | Ronsberg |                                           | Wappen des Marktes Ronsberg               | Lage des Marktes Ronsberg im Landkreis Ostallgäu               | 16,53    | 1.658     | 100        | 700  | Blick auf Ronsberg                                                                                 |
| Roßhaupten (gehörte vor der Gebietsreform zum Landkreis Füssen)                        | Roßhaupten | VG Roßhaupten                             | Wappen der Gemeinde Roßhaupten            | Lage der Gemeinde Roßhaupten im Landkreis Ostallgäu            | 39,1     | 2.272     | 58         | 815  | Roßhaupten: Pfarrkirche St. Andreas                                                                |
| Rückholz (gehörte vor der Gebietsreform zum Landkreis Füssen)                          | Rückholz | VG Seeg                                   | Wappen der Gemeinde Rückholz              | Lage der Gemeinde Rückholz im Landkreis Ostallgäu              | 17,21    | 1.007     | 59         | 879  | Kirche von Rückholz                                                                                |
| Ruderatshofen (gehörte vor der Gebietsreform zum Landkreis Marktoberdorf)              | Ruderatshofen Apfeltrang (1978; gehörte vor der Gebietsreform zum Landkreis Kaufbeuren)                                                | VG Biessenhofen                           | Wappen der Gemeinde Ruderatshofen         | Lage der Gemeinde Ruderatshofen im Landkreis Ostallgäu         | 33,52    | 1.726     | 51         | 727  | Immenhofener Linde                                                                                 |
| Schwangau (gehörte vor der Gebietsreform zum Landkreis Füssen)                         | Schwangau |                                           | Wappen der Gemeinde Schwangau             | Lage der Gemeinde Schwangau im Landkreis Ostallgäu             | 76,06    | 3.263     | 43         | 796  | Hohenschwangau von Neuschwanstein aus · Kirche St. Coloman – im Hintergrund Schloss Neuschwanstein |
| Seeg (gehörte vor der Gebietsreform zum Landkreis Füssen)                              | Seeg Enzenstetten | VG Seeg                                   | Wappen der Gemeinde Seeg                  | Lage der Gemeinde Seeg im Landkreis Ostallgäu                  | 50,06    | 3.061     | 61         | 854  | Blick auf Seeg                                                                                     |
| Stötten a.Auerberg (gehörte vor der Gebietsreform zum Landkreis Marktoberdorf)         | Stötten a.Auerberg Remnatsried Steinbach Rettenbach a.Auerberg (1978 bis 1993)                                                         | VG Stötten a.Auerberg (besteht seit 1994) | Wappen der Gemeinde Stötten a.Auerberg    | Lage der Gemeinde Stötten a.Auerberg im Landkreis Ostallgäu    | 40,75    | 1.999     | 49         | 733  | Ehemalige Bahnstation im Ortsteil Steinbach im Allgäu                                              |
| Stöttwang (gehörte vor der Gebietsreform zum Landkreis Kaufbeuren)                     | Stöttwang Linden (1971) Reichenbach (1971) Thalhofen a.d.Gennach (1971)                                                                | VG Westendorf                             | Wappen der Gemeinde Stöttwang             | Lage der Gemeinde Stöttwang im Landkreis Ostallgäu             | 19,79    | 1.938     | 98         | 720  | Kirche in Stöttwang                                                                                |
| Unterthingau (Markt) (gehörte vor der Gebietsreform zum Landkreis Marktoberdorf)       | Unterthingau Oberthingau (1978) Reinhardsried (1978)                                                                                   | VG Unterthingau                           | Wappen des Marktes Unterthingau           | Lage des Marktes Unterthingau im Landkreis Ostallgäu           | 45,23    | 2.786     | 62         | 773  | Gemälde in der Wallfahrtskirche St. Stephan im Ortsteil Oberthingau                                |
| Untrasried (gehörte vor der Gebietsreform zum Landkreis Marktoberdorf)                 | Untrasried Hopferbach (1974) | VG Obergünzburg                           | Wappen der Gemeinde Untrasried            | Lage der Gemeinde Untrasried im Landkreis Ostallgäu            | 25,75    | 1.683     | 65         | 819  | Blick auf Untrasried                                                                               |
| Waal (Markt) (gehörte vor der Gebietsreform zum Landkreis Kaufbeuren)                  | Waal Bronnen (1972) Emmenhausen (1971) Waalhaupten (1978)                                                                              | VG Buchloe                                | Wappen des Marktes Waal                   | Lage des Marktes Waal im Landkreis Ostallgäu                   | 27,94    | 2.372     | 85         | 636  | Waal: Pfarrkirche St. Anna                                                                         |
| Wald (gehörte vor der Gebietsreform zum Landkreis Marktoberdorf)                       | Wald | VG Seeg                                   | Wappen der Gemeinde Wald                  | Lage der Gemeinde Wald im Landkreis Ostallgäu                  | 17,97    | 1.156     | 64         | 800  | Walder Weiher                                                                                      |
| Westendorf (gehörte vor der Gebietsreform zum Landkreis Kaufbeuren)                    | Westendorf Dösingen (1978) | VG Westendorf                             | Wappen der Gemeinde Westendorf            | Lage der Gemeinde Westendorf im Landkreis Ostallgäu            | 11,93    | 1.937     | 162        | 688  | Westendorf im Ostallgäu                                                                            |